# Drum național 18
Der Drum național 18 (rumänisch für „Nationalstraße 18“, kurz DN18) ist eine Hauptstraße in Rumänien.

## Verlauf

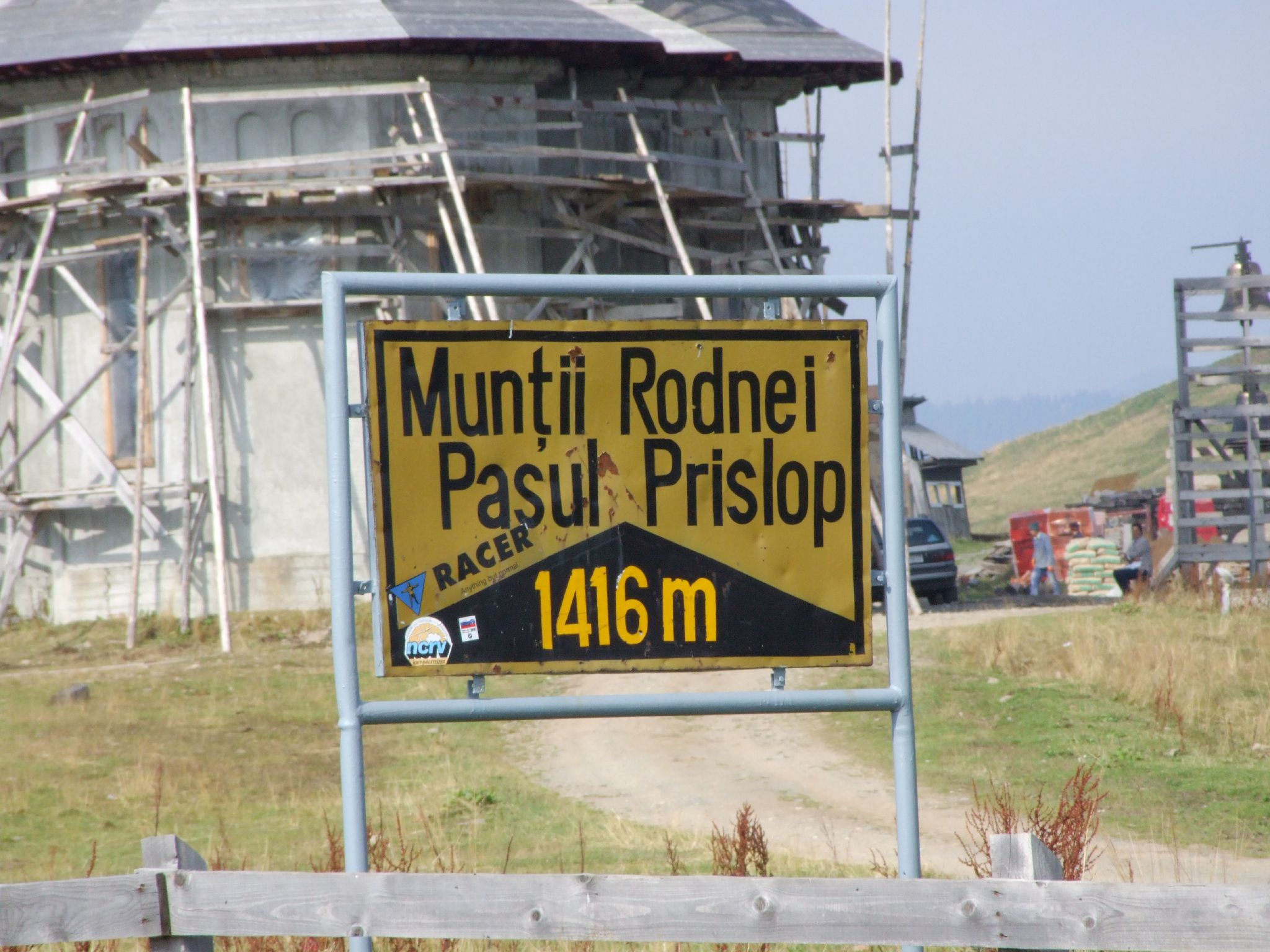
Straßenschild am Prislop-Pass

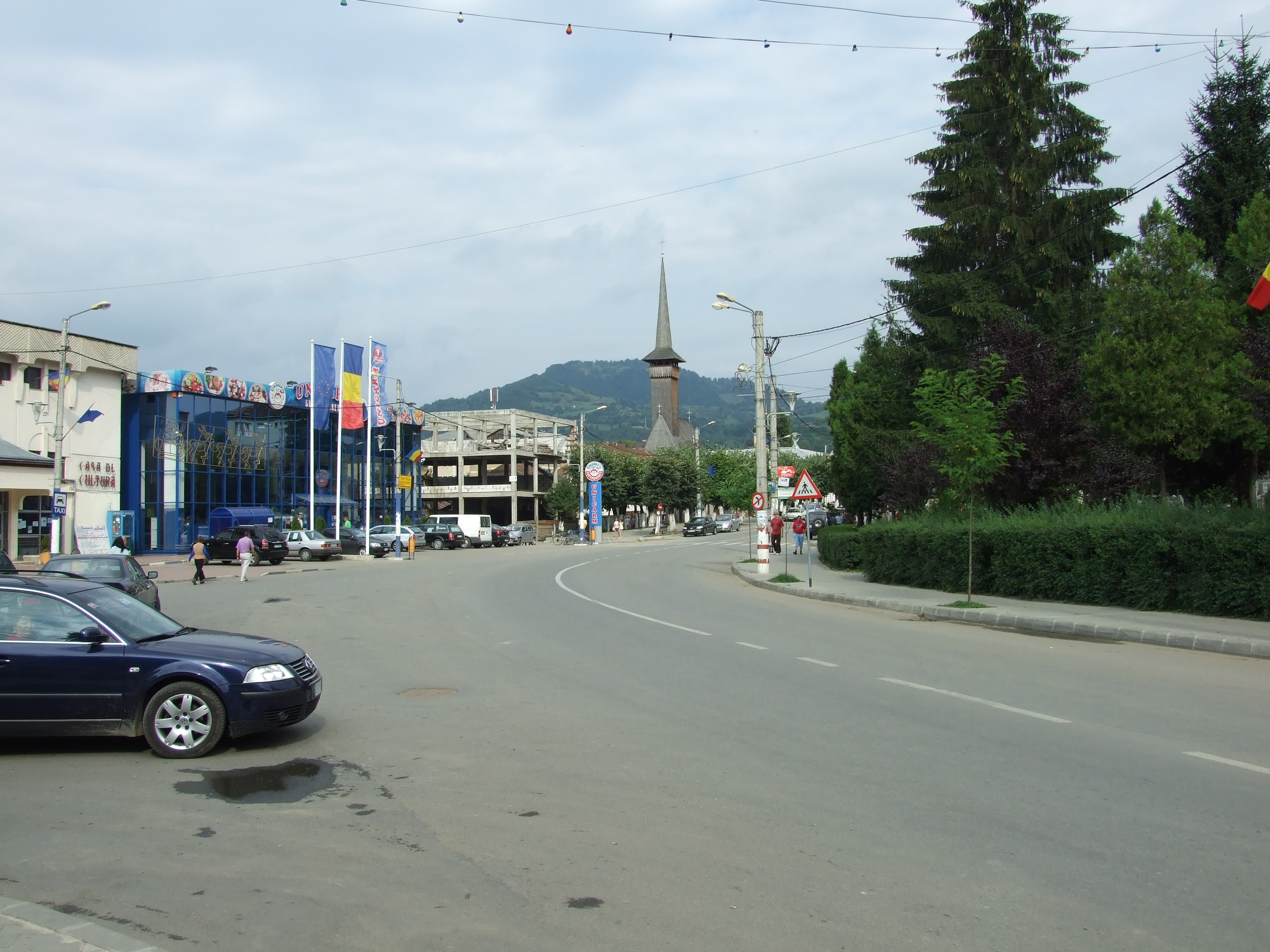
Die Straße in Vișeu de Sus

Die Straße führt von Baia Mare (Frauenbach), wo sie vom Drum național 1C (zugleich Europastraße 58) nach Osten abzweigt und der von Süden kommende Drum național 18B einmündet, über Baia Sprie und den 987 m hohen Pass Pasul Gutâi und Vadu Izei nach der an der Theiß und der Grenze zur Ukraine gelegenen Stadt Sighetu Marmației (Marmaroschsiget), wo sie den Drum național 19 aufnimmt. Dort gibt es einen Grenzübergang in die Ukraine. Der DN18 führt weiter den Fluss Viseu aufwärts über Vișeu de Sus, lässt am westlichen Rand von Moisei den Drum național 17C nach Süden abzweigen, zieht durch Borșa, wo der kurze Drum național 18A abgeht, und erreicht schließlich am Prislop-Pass 1416 m ihren höchsten Punkt. Von dort senkt sie sich nach Cârlibaba und erreicht schließlich in dem Dorf Mestecăniș bei Iacobeni (Suceava) nördlich von Vatra Dornei den Drum național 17 (Europastraße 58), an dem sie endet.
Die Länge der um den Prislop-Pass als in schlechtem Zustand befindlich beschriebenen Straße beträgt rund 220 Kilometer.